# Lagarostrobos franklinii
Lagarostrobos franklinii là một loài thực vật hạt trần trong họ Thông tre. Loài này được (Hook.f.) Quinn miêu tả khoa học đầu tiên năm 1982.